# En dag skall evighetens morgon gry
En dag skall evighetens morgon gry är en EP med Curt & Roland som är inspelad i Cavatina studio i Kumla. Utgiven 1968.

## Låtlista

### Sida A
1. En dag skall evighetens morgon gry.
2. Sjunga en halleluja sång.

### Sida B
1. Giv mig ett hjärta som synd utestänger.
2. Down by the riverside.